# ᵬ
ᵬ, appelé b tilde médian, est une lettre latine auparavant utilisée dans l'alphabet phonétique international.

## Représentations informatiques
Le b tilde médian peut être représenté avec le caractère Unicode suivant (Extensions phonétiques) :
| formes    | représentations | chaînes de caractères | points de code | descriptions                           |
| --------- | --------------- | --------------------- | -------------- | -------------------------------------- |
| minuscule | ᵬ               | ᵬ                     | U+1D6C         | lettre minuscule latine b tilde médian |

Avant le codage de U+1D6C dans Unicode, le b tilde médian pouvait être composé approximativement avec les caractères suivants (latin de base, diacritiques) :
| formes    | représentations | chaînes de caractères | points de code | descriptions                                       |
| --------- | --------------- | --------------------- | -------------- | -------------------------------------------------- |
| minuscule | b̴               | b◌̴                    | U+0062 U+0334  | lettre minuscule latine b diacritique tilde médian |